# Anyphaena nexuosa
Anyphaena nexuosa là một loài nhện trong họ Anyphaenidae.
Loài này thuộc chi Anyphaena. Anyphaena nexuosa được Arthur Merton Chickering miêu tả năm 1940.